# Silver Fox
Silver Fox est un personnage de fiction appartenant à l'univers de Marvel Comics. Créée par le scénariste Chris Claremont et le dessinateur John Buscema, elle apparaît pour la première fois dans le comic book Wolverine vol. 2 #10 (août 1989).
Silver Fox est un ancien amour de Wolverine. Elle a fait un pacte avec William Stryker car il détient sa sœur prisonnière. Silver travaille pour l'organisation terroriste HYDRA.

## Biographie fictive
Au début des années 1900, Silver Fox vivait en couple avec Wolverine au Canada. Elle semblait s'être fait tuer par Dents-de-sabre le jour de l'anniversaire de Wolverine, mais il est révélé plus tard qu'elle est toujours vivante, et qu'elle est un membre de la Team X, la meilleure équipe secrète dont la CIA disposait. Fox trahit la Team X et devient membre d'HYDRA, une organisation terroriste subversive. 
Silver Fox réapparaît durant la période moderne quand Wolverine traque les membres du personnel de l'Arme X, découvrant des studios où plusieurs de ses souvenirs qu'il croyait être réels ont été en fait mis en scène. Elle tue le professeur qui était responsable du programme après le départ de Logan. À ce stade il est révélé que Silver Fox est à la tête d'une section de l'HYDRA.
Peu de temps après, Silver Fox capture l'assassin Reiko, et forme une alliance avec le patron de Reiko, Matsu'o Tsurayaba (en). Matsu'o est en train d'essayer d'acheter les connexions entre les mondes du Clan Yashida avant que Mariko Yashida ne les séparent complètement. Silver Fox dupe Reiko en empoisonnant Mariko, donnant à Matsu'o ce qu'il voulait. Les motivations de Silver Fox ne sont pas très claires dans cette affaire. 
Plus tard, quand Mastodon, un membre du programme de l'Arme X, meurt à cause de l'échec de son facteur anti-vieillissement, Silver Fox renoue avec Logan, Creed, Maverick et Wraith. Elle est froide avec Logan et semble ne pas se souvenir d'avoir passé du bon temps avec lui. Le groupe s'infiltre dans une base secrète et confronte l'homme qui leur avait implanté de faux souvenirs : Aldo Ferro, le Psi-Borg. Ferro prend le contrôle de leurs esprits et cette fois fait tuer Silver Fox par Creed. Après la défaite de Ferro, Silver Fox était censée être enterrée dans le centre de Salem, mais à l'église, Logan découvre que son corps a été préparé pour le vol. Le père à l'église informe Logan qu'« un mur de briques avec un cache-œil » en a donné l'ordre. Soudain, un agent du SHIELD arrive avec Nick Fury, qui affirme qu'il n'a jamais imaginé le jour où un membre haut gradé d'HYDRA obtiendrait un enterrement avec les honneurs du SHIELD. Wraith apparaît ainsi, comme ayant orchestré tout l'enterrement, déclarant que « le centre de Salem ne signifiait rien pour elle ». Wraith dit à Logan qu'ils ont trouvé la cabane où il a vraiment vécut avec Silver Fox, il y a une éternité. Logan obtient la permission de l'enterrer là-bas. Avec seulement une pelle, il utilise la partie de la porte où était gravé « Silver Fox + Logan » dans un cœur pour faire une pierre tombale.
Dans Wolverine vol. 3 #50, Wolverine revit à nouveau la mort de Silver Fox le jour de son anniversaire (à travers la mémoire de Dents-de-sabre), bien que cette issue semble ignorer son précédent « retour » à la vie.

## Pouvoirs et capacités
Silver Fox possède un facteur de guérison artificielle et un inhibiteur d'âge, lui permettant de conserver son apparence après des années de séparation avec Logan. Dans "les Origines de Wolverine", on apprend qu'elle est douée d'hypnose tactile : elle peut manipuler mentalement toute personne qu'elle touche.

## Apparitions dans d'autres médias

### Télévision
Silver Fox est apparu dans l'épisode « Arme X, mensonges et vidéos » de la série animée X-Men (une scène dans le film Sexe, Mensonges et Vidéo). Dans cette continuité, elle était aussi un membre de l'équipe X, l'amante de Wolverine, et une victime du programme de l'Arme X. On pensait Fox et Maverick morts après une bataille avec Omega Red, mais il a plus tard été révélé qu'ils étaient toujours vivants. 

### Cinéma

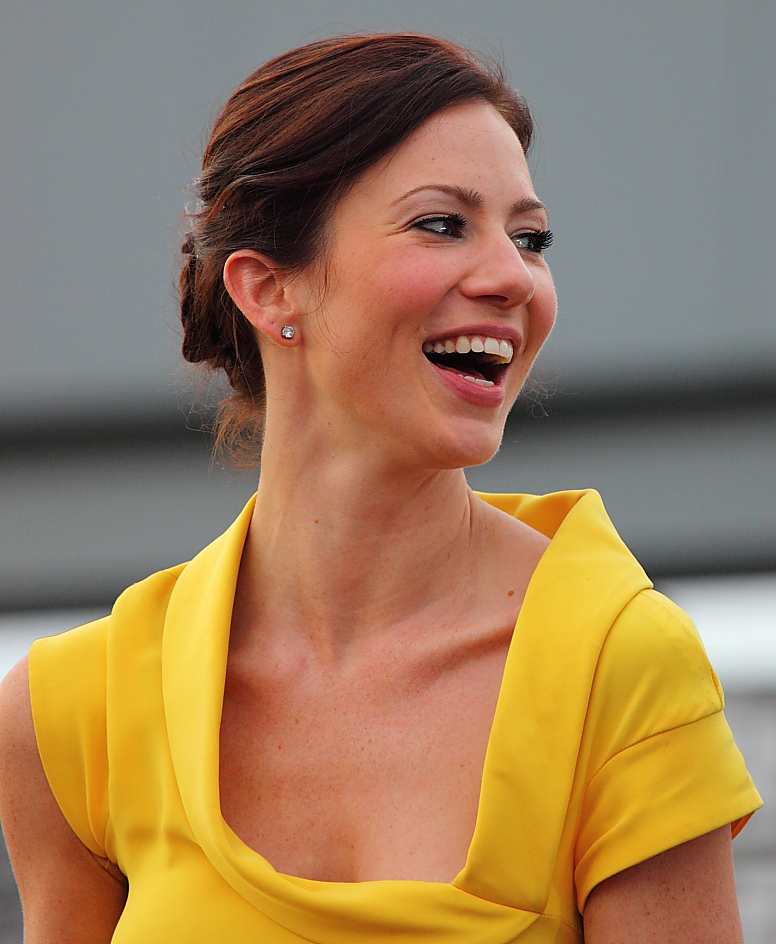
Lynn Collins interprète Kayla Silverfox dans X-Men Origins: Wolverine.

L'actrice Lynn Collins joue, en 2009, Silver Fox, dans le film X-Men Origins: Wolverine. Au lieu du facteur de guérison accélérée que Silver Fox avait originellement reçu, Kayla Silverfox possède dans le film, une capacité de contrôle de l'esprit grâce au toucher. Elle vit un amour passionné avec Logan et travaille apparemment comme enseignante. Silver Fox est responsable du choix du pseudonyme "Wolverine" pour Logan  (venant d'une histoire qu'elle lui a raconté). 
Elle se fait tuer par Dents-de-sabre, mais il est révélé par la suite que sa mort a été orchestrée pour copier les pouvoirs de Wolverine. Ce dernier se sent alors trahi, mais Kayla lui assure que ses sentiments pour lui étaient réels, puisque ses pouvoirs n'ont jamais marché sur lui. Elle lui explique également qu'elle a fait cela car Stryker détient sa sœur prisonnière (qui peut transformer sa peau en un fort diamant la protégeant des attaques). 
Silver Fox subit des blessures mortelles dans l'assaut final sur la prison de l'île. Juste avant de mourir, elle touche William Stryker, en lui disant de marcher jusqu'à ce que ses pieds saignent (Stryker sera vu plus tard, ne s'arrêtant de marcher que lorsque des officiers l'arrête pour le meurtre du général Munson). Logan voit son corps peu de temps après, mais ayant perdu sa mémoire après avoir reçu une balle d'adamantium dans la tête, il est incapable de se souvenir de qui elle est, et de ce qu'elle représente pour lui.

### Jeux vidéo
Kayla Silverfox apparaît dans l'adaptation en jeu vidéo de X-Men Origins: Wolverine. C'est April Stewart qui lui prête sa voix en version originale.